# إلمر كليفلاند
إلمر كليفلاند (بالإنجليزية: Elmer Cleveland)‏ هو لاعب كرة قاعدة أمريكي، ولد في 15 سبتمبر 1862، وتوفي في 8 أكتوبر 1913 في Zimmerman, Pennsylvania ‏ في الولايات المتحدة.

## وصلات خارجية
- إلمر كليفلاند على موقعبيزبول رفرنس.كوم (الدوري الرئيسي) (الإنجليزية)
- إلمر كليفلاند على موقعبيزبول رفرنس.كوم (الدوري الثانوي) (الإنجليزية)